# Винеторі (комуна, Ясси)
Винеторі (рум. Vânători) — комуна у повіті Ясси в Румунії. До складу комуни входять такі села (дані про населення за 2002 рік):
- Винеторі (1102 особи)
- Вледнікуц (132 особи)
- Гура-Биділіцей (647 осіб)
- Крівешть (1535 осіб)
- Хиртоапе (1316 осіб)

Комуна розташована на відстані 328 км на північ від Бухареста, 66 км на захід від Ясс.

## Населення
За даними перепису населення 2002 року у комуні проживали 4732 особи.
Національний склад населення комуни:
| Національність | Кількість осіб | Відсоток |
| -------------- | -------------- | -------- |
| румуни         | 4707           | 99,5%    |
| цигани         | 23             | 0,5%     |
| угорці         | 2              | < 0,1%   |

Рідною мовою назвали:
| Мова      | Кількість осіб | Відсоток |
| --------- | -------------- | -------- |
| румунська | 4710           | 99,5%    |
| циганська | 20             | 0,4%     |
| угорська  | 2              | < 0,1%   |

Склад населення комуни за віросповіданням:
| Релігія            | Кількість осіб | Відсоток |
| ------------------ | -------------- | -------- |
| православні        | 4646           | 98,2%    |
| адвентисти         | 61             | 1,3%     |
| п'ятдесятники      | 8              | 0,2%     |
| римо-католики      | 6              | 0,1%     |
| бретрени           | 4              | 0,1%     |
| не вказали релігію | 7              | 0,1%     |

## Зовнішні посилання
- Дані про комуну Винеторі на сайті Ghidul Primăriilor [Архівовано 28 листопада 2012 у Wayback Machine.]